# Yuliya Kalina
Pour les articles homonymes, voir Kalina.
Yuliya Kalina (en ukrainien : Юлія Каліна, Ioulia Kalina) est une haltérophile ukrainienne née le 24 octobre 1988 à Donetsk.

## Carrière
Yuliya Kalina remporte la médaille de bronze aux Championnats du monde d'haltérophilie 2009 à Goyang en catégorie des moins de 58 kg. Aux Jeux olympiques de 2012 à Londres, elle obtient une médaille de bronze dans la même catégorie, soulevant un total de 235 kg, soit 11 kg de moins que la Chinoise Li Xueying, championne olympique et 1 kg de moins que la Thaïlandaise Pimsiri Sirikaew, vice-championne olympique. Elle est toutefois disqualifiée et doit rendre sa médaille à la suite d'un contrôle antidopage positif.